# Avoidance
«Avoidance» (en español «Evitación») es el séptimo episodio perteneciente a la segunda temporada de la serie de televisión cómica Wilfred. Fue estrenado el 2 de agosto de 2012 en Estados Unidos y el 16 de diciembre de 2012 en Latinoamérica ambos por FX. En el episodio un suceso entre Wilfred y Ryan hace que su amistad peligre.

## Cita del comienzo
"Nuestros mayores problemas surgen de la evitación de los pequeños."
Jeremy Caulfield

## Argumento
Mientras Kristen y Ryan desayunan se encuentran con James, un excompañero de universidad y de trabajo. Él le pide a Ryan salir para hablar y contarse que han hecho durante el tiempo en que no se ven, Ryan acepta mientras que Kristen lo ve como un posible pretendiente. Ryan le cuenta la historia de por qué trata de evitar a James, pues cuando trabajaban juntos para su padre ambos lo odiaban y un día decidieron renunciar al mismo tiempo, sin embargo, James tuvo un ascenso por lo cual optó por quedarse ahí, Wilfred le recomienda que lo escuché pues puede que arreglen su relación con él. Más tarde Ryan acompaña a Jenna y Wilfred a una clase de entrenar perros, la cual imparten clases de bailes, Jenna y Wilfred bailan alegremente y al finalizar ella le da un churro que es el bocado favorito de Wilfred, ahí mismo se anuncia que habrá una demostración de bailes de todos los perros, Jenna dice no poder ir debido a que se irá con Drew a Wisconsin. Wilfred le pide a Ryan que bailen juntos, él acepta a regañadientes. En el sótano, Wilfred busca la manera de que Ryan no sea tenso al momento de bailar, al conseguirlo salen a entrenar. Al regresar, Wilfred se lastima de un pie, Ryan le ayuda haciendo un masaje cerca de la ingle, después de un momento debido al masaje provoca que Wilfred eyacule en él. Ryan queda sorprendido, poco después recibe la llamada de James quien lo invita a ir un bar, él acepta y se marcha. En el bar Kristen acompaña a James y Ryan a compartir la mesa, mientras ella está en el baño James trata de explicar lo que pasó con su padre, Ryan lo omite diciendo que es cosa del pasado. Wilfred aparece por el bar donde se encontraba Ryan, él decía que ocupaba participar porque quería su recompensa, al pensar que es de nuevo el suceso ocurrido anteriormente, se marcha. Al día siguiente, Ryan trata de evitar a Wilfred, aun así él lo encuentra y piensa que lo cambió por James, es por eso que forzadamente comienzan a bailar, pero Ryan logra escapar y se esconde en el baño. Cuando Wilfred aparece en la casa de Ryan más tranquilo le pide de nuevo que bailen pues él quiere su recompensa, Ryan  no acepta, es entonces cuando Wilfred aclara que solamente quiere su recompensa que es solo un churro. En una cafetería, James aclara todo el asunto de su padre con Ryan.

## Recepción

### Audiencia
"Avoidance" fue visto por 0.83 millones de televidentes, obteniendo 0.4 en el grupo demográfico 18-49

### Recepción crítica
Max Nicholson de IGN dio al episodio un 9 sobre 10 y comentó: "En lo que los episodios de Wilfred van, este fue sin duda uno de los grandes. Quiero decir, ¿con qué frecuencia se obtiene humor eyaculando y todo tipo de ritmos en el mismo episodio?"
 Rowan Kaiser de The A.V Club dio al episodio un "B+" diciendo: ""Avoidance" puede no ser Wilfred en su mejor momento, pero es Wilfred en su forma más pura. Este fue un episodio que tiene la fórmula de la serie."
Dan Forcella de T.V Fanatic dio al episodio un 4 sobre 5 y comentó: "lo que más me gustó de "Avoidane" fue que mencionaron al Comi-con. Me encantó como Ryan puede pasar como Harry Potter, Creo que tendría una mejor oportunidad como un tipo de Frodo, ¿no?"

## Nota
- Mientras Ryan habla con Amanda, quien está en San Diego, dice que le gustaría ir a la Convención Internacional de Cómics de San Diego, pues podría ir vestido de Harry Potter, ese comentario es en alusión al parecido físico entre Elijah Wood (Ryan) y Daniel Radcliffe (conocido por interpretar a Harry Potter). Curiosamente, se sabe que estos dos actores son amigos desde la infancia en la vida real.